# Also hat Gott die Welt geliebt
Also hat Gott die Welt geliebt (in tedesco, "Così Dio ha tanto amato il mondo") BWV 68 è una cantata di Johann Sebastian Bach.

## Storia
La cantata Also hat Gott die Welt geliebt venne composta da Bach a Lipsia nel 1725 e fu eseguita per la prima volta il 21 maggio dello stesso anno in occasione del secondo giorno di pentecoste. Il libretto è tratto da testi di Christiane Mariane von Ziegler per il secondo ed il quarto movimento, di Salomo Liscow per il primo e dal vangelo secondo Giovanni, capitolo 3 versetto 18, per il quinto.

## Struttura
La cantata è composta per soprano solista, basso solista, coro, tromba I, II e III, trombone I, II e III, corno inglese, corno, oboe I e II, violino I e II, viola e basso continuo ed è suddivisa in cinque movimenti:
1. Coro: Also hat Gott die Welt geliebt, per tutti.
2. Aria: Mein gläubiges Herze, per soprano, oboe, violino, violoncello e continuo.
3. Recitativo: Ich bin mit Petro nicht vermessen, per basso e continuo.
4. Aria: Du bist geboren mir zugute, per basso, oboi, corno inglese e continuo.
5. Coro: Wer an ihn gläubet, per tutti.